# Danh sách phim Tây Ban Nha năm 1960
Danh sách này không đầy đủ, bạn cũng có thể giúp mở rộng danh sách.
Danh sách các bộ phim được sản xuất tại Tây Ban Nha năm 1960 (xem Điện ảnh năm 1960).

## 1960
| 1960           |               |                                                                                      |               |                                            |
| Mi calle       | Edgar Neville | Conchita Montes, Adolfo Marsillach, Gracita Morales, Agustín González, Rafael Alonso | Chính kịch    |                                            |
| El cochecito   | Marco Ferreri | José Isbert, María Luisa Ponte, Chus Lampreave                                       | Kịch đen      |                                            |
| El emigrante   |               |                                                                                      |               |                                            |
| Un rayo de luz | Luis Lucia    | Marisol                                                                              | Nhạc kịch hài | Bộ phim giúp cho Marisol trở nên nổi tiếng |